# Terrifier
Terrifier é um filme americano de 2016 escrito, produzido e dirigido por Damien Leone. É estrelado por David Howard Thornton, Jenna Kanell, Samantha Scaffidi, Catherine Corcoran, Matt McAllister e Michael Leavy. Thornton interpreta o assassino Art, o Palhaço, que caça três jovens interpretadas por Kannell, Scaffidi e Corcoran no Halloween. É a segunda aparição em longa-metragem do personagem Art o Palhaço, após o filme de antologia de Leone de 2013, All Hallows' Eve, que incorporou imagens de curtas-metragens anteriores que ele também dirigiu e que apresentava o personagem.
Terrifier estreou no Telluride Horror Show Film Festival em outubro de 2016 antes de ser escolhido pela Dread Central Presents e Epic Pictures para um lançamento limitado nos cinemas em março de 2018. O filme recebeu críticas mistas, com elogios direcionados aos efeitos especiais e ao desempenho de Thornton como Art o Palhaço, enquanto a escrita foi alvo de críticas. Uma sequência, Terrifier 2, foi lançada em 6 de outubro de 2022.

## Enredo
Um homem está assistindo a uma pequena TV onde Monica Brown, uma apresentadora de talk show, entrevista uma mulher severamente desfigurada que é a única sobrevivente de um massacre ocorrido no Halloween anterior. Brown menciona que o corpo do assassino, conhecido apenas como "Art, o Palhaço", desapareceu do necrotério, sugerindo que ele ainda está vivo. No entanto, a mulher desfigurada insiste que o viu morrer. O homem chuta furiosamente a TV, quebrando o vidro, e enche um saco de lixo com objetos laminados. Após a entrevista, Monica fala com o namorado ao telefone e faz comentários depreciativos sobre a entrevistada por causa de sua aparência. Depois que ela desliga, a mulher desfigurada, que a estava espionando, ataca Monica e arranca seus olhos, aparentemente matando-a, e ri loucamente.
Na noite de Halloween, duas amigas, Tara e Dawn, saem de uma festa de Halloween e voltam bêbadas para o carro de Dawn, onde percebem um homem estranho em uma fantasia de palhaço. O homem, Art, o Palhaço, as segue até uma pizzaria próxima. Depois de um curto período de tempo, o dono do restaurante escolta Art do local por espalhar suas próprias fezes por todas as paredes do banheiro. As meninas descobrem que um dos pneus do carro de Dawn foi cortado, e Tara chama sua irmã Vicky para vir buscá-los. Enquanto espera, Tara pergunta a um funcionário do controle de pragas, Mike, se ela pode entrar no prédio abandonado em que ele está trabalhando para usar o banheiro. Uma vez lá dentro, Tara encontra uma mulher iludida (creditada como "Cat Person"), que acredita que a boneca que ela carrega é seu bebê. Art retorna à pizzaria, onde mata e mutila os dois trabalhadores antes de sequestrar Dawn.
Tara logo encontra Art dentro do prédio. Ele a persegue pela garagem do mecânico interno e a esfaqueia com um bisturi. Ela tenta alertar Mike, mas Art a droga. Tara acorda amarrada a uma cadeira, e Art revela Dawn, suspensa de cabeça para baixo no teto. Ele força Tara a ver Dawn sendo serrada ao meio com uma serra. Tara escapa, mas Art saca uma arma e atira nela até a morte. A Cat Lady testemunha isso e implora a Mike para chamar a polícia. Mike a descarta como louca, mas Art logo o deixa inconsciente com um martelo. A Cat Lady descobre Art embalando sua boneca. Em um apelo pelo retorno de seu "filho", ela tenta mostrar compaixão maternal a Art, embalando-o.
Vicky chega para levar Tara e Dawn para casa, mas é atraída para o porão por Art. Lá, ela descobre o que ela acredita ser Tara ferida, mas na verdade é Art, que mutilou severamente a Cat Lady e está usando seu couro cabeludo e seios. O colega de trabalho de Mike chega procurando por ele, mas é decapitado por Art. Vicky escapa de Art, mas para de chorar ao encontrar o cadáver de sua irmã. Art então a ataca com um gato improvisado de nove caudas, mas Mike chega de repente e deixa Art inconsciente. Os dois fogem e ligam para o 9-1-1, mas antes que possam escapar, Art aparece e mata Mike. Vicky se retira para uma garagem, e Art entra pela porta com uma caminhonete, causando mais ferimentos em Vicky. Enquanto ela fica impotente, Art começa a comer seu rosto. A polícia chega, mas Art dá um tiro na boca com uma pistola antes que os policiais possam prendê-lo.
O corpo de Art é levado para um necrotério, junto com os corpos de suas vítimas falecidas. Quando o legista abre o saco do corpo de Art, Art o reanima e o estrangula até a morte. Um ano depois, Vicky recebe alta do hospital após a reabilitação dos ferimentos infligidos pelo Art; ela é revelada como a mulher severamente desfigurada da cena de abertura do filme e, portanto, os eventos de todo o filme ocorreram no ano anterior.

## Elenco
- Jenna Kanell como Tara Heyes, irmã mais velha de Vicky
- Samantha Scaffidi como Victoria "Vicky" Heyes, irmã mais nova de Tara
- Catherine Corcoran como Dawn, a melhor amiga de Tara
- David Howard Thornton como Art, o Palhaço
- Pooya Mohseni como Senhora do gato
- Matt McAllister como Mike, o Exterminador #1
- Michael Leavy como Will, o Exterminador #2
- Katie Maguire como Monica Brown
- Gino Cafarelli como Steve
- Cory Duval como legista
- Erick Zamora como Ramone
- Jason Leavy como policial 1
- Steven Della Salla como policial 2
- Clifton Dunn como paramédico masculino

## Produção
O personagem Art, o Palhaço apareceu pela primeira vez no curta-metragem de 2008 The 9th Circle, que Leone escreveu e dirigiu. Leone mais tarde escreveu e dirigiu um curta-metragem intitulado Terrifier, que contou com Art e foi lançado em 2011. Esses curtas foram incorporados ao filme de antologia de 2013 All Hallows' Eve, que marcou a primeira aparição de Art no cinema e a estréia na direção de Leone.
Em 2015, Leone lançou uma campanha no site de crowdfunding Indiegogo para financiar Terrifier, um spin-off de All Hallows' Eve . Após ser notificado da campanha do Indiegogo, o cineasta Phil Falcone forneceu os fundos necessários para o projeto em troca de um crédito de produtor. Em The 9th Circle, o curta Terrifier, e All Hallows' Eve, Art foi interpretado por Mike Giannelli, mas no longa Terrifier, Art foi interpretado por David Howard Thornton. Thornton já estava familiarizado com All Hallows' Eve quando fez o teste para o papel de Art em Terrifier, e foi escalado para o papel depois de improvisar uma cena de morte em mímica .

## Curiosidades
Terrifier estreou no Telluride Horror Show Film Festival em 2016. Mais tarde, foi exibido no Horror Channel FrightFest em 28 de outubro de 2017, e posteriormente foi escolhido pela Dread Central Presents e Epic Pictures para um lançamento limitado de 2018.

### Mídia doméstica
Terror foi lançado em DVD e Blu-ray pela Dread Central em 27 de março de 2018. O lançamento apresenta comentários em áudio de Damien Leone e David H. Thornton, cenas dos bastidores, uma entrevista com a estrela Jenna Kanell, cenas deletadas, arte de capa reversível colecionável e vários outros bônus.

### Resposta crítica
No agregador de avaliações Rotten Tomatoes, o Terrifier possui um índice de aprovação de 56% com base em 16 avaliações e uma classificação média de 6,1/10. Enquanto a interpretação de Thornton e os efeitos especiais foram bem recebidos pelos críticos, as críticas ao filme foram direcionadas principalmente ao diálogo, atuação em certas cenas e à falta de desenvolvimento do personagem dos protagonistas.
John Higgins ( Starburst ) elogiou as performances de Kanell e Corcoran em que "são leads atraentes e prendem a atenção". Higgins também elogiou o equilíbrio de suspense e sangue do filme. Anton Bitel, do British Film Institute, descreveu o filme como um "passeio de emoção e matança sem subtexto que anuncia abertamente a pura insensatez e a gratuidade de todas as suas mortes de gato e rato na tela por números" e "um pure', nos confrontando - e nos divertindo - com toda a sinistra e mascarada vicariância do espírito do Dia das Bruxas." Cody Hamman de Arrow in the Head deu ao filme uma pontuação de 8 em 10, chamando-o de "um filme muito simples, fornecendo 84 minutos de perseguição e corte que ocorre em grande parte dentro dos limites de um local. Leone dirige o inferno para fora desse cenário simples, porém, ordenhando toda a tensão possível de cada momento. É um retrocesso emocionante, brutal e sangrento dos anos 80 que eu recomendo conferir, especialmente se você gosta da mesma década de filmes que este filme obviamente tem em alta consideração." Sol Harris, da revista Starburst, deu ao filme uma pontuação de 6 em 10, escrevendo: "Apresentado como uma espécie de retrocesso aos filmes B de terror dos anos 80, Terrifier tem muito mais estilo - tanto visual quanto audivelmente - do que a média filme desta natureza. É um filme surpreendentemente bonito para um filme sobre um palhaço cortando pessoas em pedaços." Jeremy Aspinall, da Radio Times, elogiou o filme, escrevendo: "Mas, apesar do sangue implacável, também há muita atmosfera e uma tensão corrosiva que é mantida até o clímax que sugere a sequência". Em uma tese de M. Keith Booker, ele escreve que, em vez de evoluir o gênero de filmes de terror em diferentes direções, Terrifier atua como uma homenagem aos filmes dos anos 1980 do subgênero, mas com melhores efeitos especiais e valores de produção mais altos. Booker também observa semelhanças com a cena da morte da serra de Dawn (Corcoran) e a perseguição de Freddy Krueger a Nancy Thompson na cena da banheira em A Hora do Pesadelo (1984).
O filme não ficou sem seus detratores. Amyana Bartley, do FilmInquiry.com, sentiu que o roteiro do filme carecia de protagonistas claros e profundidade, e escreveu: "Art o Palhaço tem o potencial de ser um personagem de terror de franquia formidável e horrível, ele só precisa de mais tempero e cultivo". Felix Vasquez Jr., do Cinema Crazed, chamou-o de "tarifa slasher bastante medíocre", afirmando que o filme não tinha criatividade e tensão, também criticando o enredo do filme. Vasquez concluiu sua crítica afirmando: "Como um filme Terrificador visa alto, mas parece um favor de festa muito descartável que você esquecerá quando os créditos rolarem".

### Elogios
O filme recebeu três indicações ao Fangoria Chainsaw Award: Melhor Lançamento Limitado, Melhor Ator Coadjuvante (Thornton) e Melhor Maquiagem FX (Leone).

## Sequência
Em fevereiro de 2019, Damien Leone afirmou que uma sequência de Terrifier estava em produção, com o roteiro da outra sequência já tendo sido escrito. O filme entrou em produção em outubro de 2019 com Fuzz on the Lens Productions como co-produtores junto com o Dark Age Cinema. O filme foi inicialmente adiado durante a produção de seus últimos dias de filmagem devido à pandemia do COVID-19, mas finalmente foi retomado em setembro de 2020 e encerrou as filmagens em 2021. O filme estreou no Arrow Video FrightFest em Londres, Inglaterra, em 29 de agosto de 2022, antes de receber um lançamento nacional nos EUA em 6 de outubro de 2022 e será lançado nas plataformas de streaming em novembro de 2022.